# Камата Саюрі
Камата Саюрі (нар. 8 січня 1965) — японський політик. Член Палати представників (3 терміни), член Конституційно-демократичної партії Японії та чинна представниця федерації префктури Міяґі від Конституційно-демократичної партії Японії. Була членом Асамблеї префектури Міяґі (1-й термін) і членом міської ради Сендай (1-й термін).

## Біографія
Народилась в місті Сендай. Її батьки є співробітниками штабу Ліберально-демократичної партії Японії. Закінчила середню школу Міяґі Ґакуін та економічний факультет Університету Тохоку Ґакуін.

## Політична діяльність
У 1995 році обрана до міської ради Сендай і була членом Ліберально-демократичної партії  до 1997 року.
У 1998 році за рекомендацією Ліберально-демократичної партії Федерації міста Сендай, вона балотувалась як кандидат від 2-го виборчого округу префектури Міяґі на чергових виборах до 18-ї палати радників і брала участь у Новій партії Хейва, хоча вона закликала до політики, ⁣ подібної до політики Нова Комейто, але зазнала поразки, частково тому, що вона була третім кандидатом від Ліберально-демократичної партії в тому самому виборчому окрузі.
Перейшла до Демократичної партії, балотувалась на посаду у окрузі Міяґі на загальних виборах 2000 року, перемогла і стала членом Палати представників Японії. Перебуваючи на посаді, вона приєдналась до підписантів у кампанії  збору підписів членами парламенту проти будівництва аеропорту Сідзуока. У листопаді 2003 року вона балотувалась на 43-х загальних виборах у Палату представників Японії від 2-го округу Міяґі та була переобрана.
У грудні 2004 голову регіональної ради Міяґі Всеяпонської профспілки працівників електротехнічної, електронної та інформаційної промисловості (Федерація електротехніки) звинуватили в тому, що вона організувала із маркетинговою компанією телефонну кампанію для заклику до голосування Камати та Конно Хіґаші (1-й округ Міяґі). Дев'ять осіб було заарештовано та звинувачено в порушенні Закону про вибори до державних службовців. Справа дійшла до Верховного суду, але апеляція була відхилена 21 грудня 2004 року, а вирок був остаточно винесений Після цього 24 грудня Камата подала заяву про відставку з посади члена Палати представників.
22 березня 2005 року Камата було заборонено балотуватися на посаду у другій палаті Міяґі на п'ять років. Після вироку вона вийшла з Демократичної партії та балотувалась як незалежний кандидат на виборах мера міста Сендай в липні 2005 року. Демократична партія префектури Міяґі вирішила голосувати незалежно, але представник партії Юкіо Хатояма та кілька членів парламенту від Демократичної партії підтримати партію. У результаті голосування, що відбулося 31 числа, був обраний Кацухіко Умехара, новачок і колишній чиновник Міністерства економіки, торгівлі та промисловості, а Камата програла з різницею майже в 60 000 голосів
У 2006 році вона заснувала "Політичну школу Морі но Міяко" та "Сендайську академію мовлення". У 2012 році вона повернулася до Демократичної партії. У грудні того ж року вона балотувалась як кандидат у 6-тому окрузу Міяґі на 46-х загальних виборах до Палати представників як схвалений член Демократичної партії, але програла Іцунорі Онодера та не змогла зробити пропорційне повернення. 
На 47-х загальних виборах до Палати представників у грудні 2014 року вона балотувалась як кандидат від 6-го округу Міяґі за підтримки Демократичної партії, але знову зазнав поразки.
У жовтні 2015 року на виборах до асамблеї префектури Міяґі вона балотувалась як незалежний кандидат, висунутий Демократичною партією від виборчого округу Ізумі Уорд, і була обрана першою.
На 48-му загальних виборах до Палати представників 22 жовтня 2017 року вона балотувалась, як незалежний кандидат від 2-го округу Міяґі і автоматично втратила роботу 10 жовтня, в день оголошення. Спочатку вона подала заявку на визнання Партією надії, але висловила ідею закликати до скасування законодавства про безпеку й оголосила, що балотуватиметься як незалежна. Камата, яка стояла між Партією надії та Конституційно-демократичною партією, сказала: "Я маю ліберальні переконання. Я відрізняюся від яструба ", але вона також сказала, що «я хочу зробити виграшний вибір.». 24 листопада вона оголосила про намір вийти з Демократичної партії та приєднатися до Конституційно-демократичної партії протягом року. 16 грудня вона відвідала міські збори Конституційно-демократичної партії Японії, що відбулися в місті Сендай, і висловила свій намір приєднатися до партії на Новий рік наступного року Після з'їзду префектури Демократичної партії Міяґі того ж дня, вона подала заяву про відставку до Демократичної партії. 28 грудня Демократична партія префектури Міяґі Японії прийняла повідомлення про відставку.
1 січня 2018 року вона приєдналася до Конституційно-демократичної партії Японії та стала генеральним секретарем Федерації префектури Міяґі. 10 числа того ж місяця на зборах постійного секретаріату партії її було обрано генеральним секретарем 2-го округу Міяґі.
29 вересня 2020 року Конституційно-демократична партія Японії, нова партія, утворена шляхом злиття колишньої Конституційно-демократичної партії та колишньої Народно-демократичної партії, провела засідання постійного комітету та неофіційно висунула Камату офіційним кандидатом у 2-гому окрузі Міяґі до Палати представників.
На 49-х загальних виборах у Палату представників, які відбулися 31 жовтня 2021 року, вона перемогла з мінімальною різницею в 571 голос, завдяки чому вперше повернувся в загальнонаціональну політику через 16 років і 10 місяців (Акіба був обраний шляхом пропорційного відновлення). На виборах представників Конституційно-демократичної партії після відставки представника Юкіо Едано вона була внесена до списку рекомендацій Джун'ї Оґави. Представницький відбір відбудеться 30 листопада. Камата віддала свій голос за Огаву в першому турі та Кента Ізумі в фінальному голосуванні.
15 травня 2023 року Кента Ізумі, представник Конституційно-демократичної партії, виступив у програмі новин BS Fuji «Prime News» і розповів про співпрацю між Комуністичною партією Японії та Партією відновлення Японії в майбутніх вибори в Палату представників, але Комуністична партія порушила угоду. Тому 22 травня Конституційно-демократичної партіїя оголосила про політику активного пошуку підтримки одномандатних округів, не вагаючись конкурувати з Конституційно-демократичною партією Японії. 16 червня Камата та інші члени Конституційно-демократичної партії Японії заснували «Асоціацію волонтерів для досягнення зміни уряду шляхом об'єднання опозиційних кандидатів», провели пресконференцію та закликали представника Ізумі виправити курс. Волонтерську асоціацію заснували 12 осіб, серед яких Камата, Томоко Абе, Сюдзі Інатомі, Джунья Огава, Ітіро Одзава, Макіко Кікута, Хітосіо Тедзука, Кадзухіро Харагучі, Кен Мацукі, Кавамото Ятагава, Мічіосі Юзукі та Шунджі Юхара. Більш ніж половина членів Палати представників, 53 члени партії, підтримали законопроєкт, і рух «Хідзумі» вийшов на світло.
У 2023 брала участь у Форумі Вільних Народів Постросії в Токіо  [джерело?].

#### Добровільно опубліковані джерела інформації/офіційні сайти/пресрелізи
1. ↑  公式プロフィール. Архів оригіналу за 17 листопада 2015. Процитовано 29 січня 2024.
2. ↑  国会議員署名これまでと今後の展望 — 空港はいらない静岡県民の会（2009年3月7日時点のアーカイブ）